# Kosambi

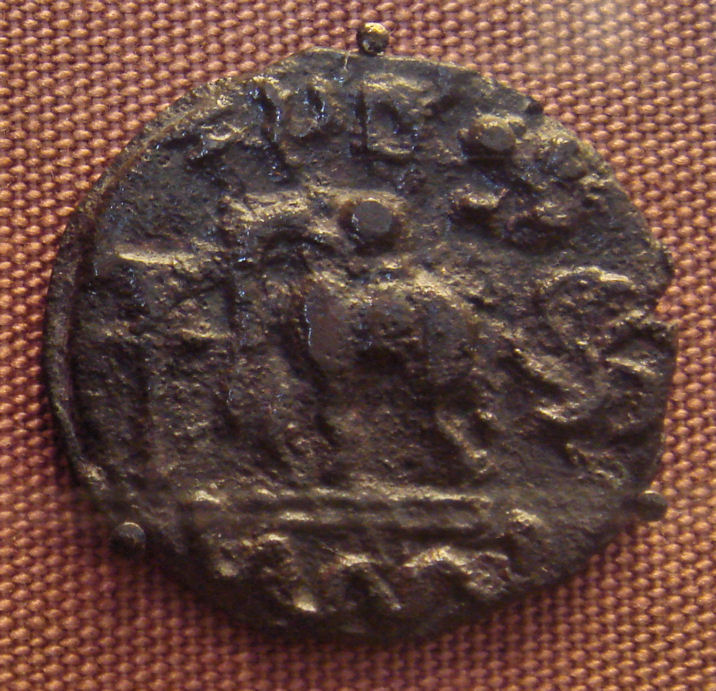
Gegossene Kupfermünze von Kosambi. 1. Jh. v. Chr. Bezeichnet 𑀓𑁄𑀲𑀩𑀺 Kosabi in der Brahmi-Schrift am oberen Rand. Britisches Museum

Kosambi (in Pali) oder Kaushambi (auf Sanskrit) war eine wichtige Stadt im alten Indien. Sie war die Hauptstadt des Vatsa-Königreichs, einer der sechzehn Mahajanapadas. Sie lag am Fluss Yamuna etwa 56 Kilometer (35 Meilen) südwestlich seines Zusammenflusses mit dem Ganges bei Prayaga (dem heutigen Prayagraj).